# ياسونوري اوغورا
ياسونوري اوغورا هو لاعب كاراتيه ياباني، ولد في 21 يناير 1958 في هوكايدو في اليابان.